# Drawing the Line (commedia)
Drawing the Line è un'opera teatrale del drammaturgo britannico Howard Brenton, incentrato su Cyril Radcliffe ed il suo ruolo nella divisione dell'India. 

## Trama
Insieme a una commissione, il politico Cyril Radcliffe deve tracciare il confine tra il Pakistan e l'India nella separazione dei due stati nel 1947. Senza sapere nulla di cartografia, matematica e tantomeno dell'India, Radcliffe deve trovare un accordo per unire due paesi in costante lotta tra loro. Dopo un lungo e complicato processo di trattative, il politico riesce a tracciare la Radcliffe Line, il confine che separa il Pakistan dall'India.

## Debutto
La pièce debuttò all'Hampstead Theatre di Londra il 3 dicembre 2013 e rimase in scena fino all'11 gennaio 2014. Howard Davies curava la regia ed il cast comprendeva Paul Bazely (Jinnah), Tom Beard (Cyril Radcliffe), Silas Carson (Nehru) e Andrew Havill (Mountbatten). La produzione ottenne recensioni molto positive e registrò il tutto esaurito per l'intero periodo di repliche a Londra.